# Gösjön (Björketorps socken, Västergötland)
Gösjön är en sjö i Härryda kommun i Västergötland och ingår i Rolfsåns huvudavrinningsområde.